# 3247 Di Martino
3247 Di Martino este un asteroid din centura principală, descoperit pe 30 decembrie 1981 de Edward Bowell.